# Municipio de Dry Grove
El municipio de Dry Grove (en inglés: Dry Grove Township) es un municipio ubicado en el condado de McLean en el estado estadounidense de Illinois. En el año 2010 tenía una población de 1572 habitantes y una densidad poblacional de 17,04 personas por km².

## Geografía
El municipio de Dry Grove se encuentra ubicado en las coordenadas 40°32′18″N 89°5′40″O / 40.53833, -89.09444. Según la Oficina del Censo de los Estados Unidos, el municipio tiene una superficie total de 92.23 km², de la cual 92,16 km² corresponden a tierra firme y (0,08 %) 0,07 km² es agua.

## Demografía
Según el censo de 2010, había 1572 personas residiendo en el municipio de Dry Grove. La densidad de población era de 17,04 hab./km². De los 1572 habitantes, el municipio de Dry Grove estaba compuesto por el 96,12 % blancos, el 1,27 % eran afroamericanos, el 1,08 % eran asiáticos, el 0,89 % eran de otras razas y el 0,64 % eran de una mezcla de razas. Del total de la población el 1,65 % eran hispanos o latinos de cualquier raza.